# Pavillon Lenfant
Ne pas confondre avec le Château de Lenfant, ni avec l'Hôtel de l'Enfant, tous deux également à Aix
Le pavillon Lenfant est une maison située à Aix-en-Provence ayant appartenue à la famille Lenfant. 

## Histoire
Construit par Simon Lenfant (1616-1693), intendant de la garnison du roi à Monaco, commissaire ordonnateur des guerres, maître d’hôtel du roi Louis XIV, trésorier général de France en 1674, il est au faîte de sa réussite lorsqu'il fait construire aux portes d'Aix une « folie » sur le modèle du pavillon Vendôme, connue aujourd’hui sous le nom de Pavillon Lenfant. Le pavillon fait l'objet d'une grande fête lors de la nomination de Bruno-Louis de Lenfant comme commissaire provincial des troupes de Provence. 
Au décès de Balthazar Simon Suzanne de Lenfant, frère du précédent et prévôt de la cathédrale Saint-Sauveur d'Aix en Province, la propriété devînt bien d'église jusqu'en 1955 date à laquelle le docteur Dieulangard l'acquit. 

## Descriptif du bâtiment
Le portail d'entrée et le mur de clôture, le pavillon, les façades et toitures de l'orangerie datée du XIXe siècle ainsi que le jardin avec ses terrasses, ses pièces d'eau, ses fontaines et ses statues sont classés au titre des monuments historiques par arrêté du 9 juillet 1984.